# 威廉·库勒迈耶
威廉·库勒迈耶（英語：William Kuhlemeier，1908年8月14日—2001年7月8日），生于西雅图，美国男子竞技体操运动员。他曾代表美国获得1932年夏季奥运会体操比赛男子瓶状棒操铜牌。他于2001年在卡尔斯巴德去世。